# El Salto, Tacámbaro
El Salto är en ort i Mexiko.   Den ligger i kommunen Tacámbaro och delstaten Michoacán de Ocampo, i den södra delen av landet, 250 km väster om huvudstaden Mexico City. El Salto ligger 2 002 meter över havet och antalet invånare är 120.
Terrängen runt El Salto är lite bergig. Runt El Salto är det ganska tätbefolkat, med 80 invånare per kvadratkilometer. Närmaste större samhälle är Tacámbaro de Codallos, 5,1 km sydost om El Salto. I omgivningarna runt El Salto växer huvudsakligen savannskog.